# Дело Трудовой крестьянской партии
Трудовая крестьянская партия (ТКП; дело Центрального Комитета контрреволюционной вредительской организации «Трудовая крестьянская партия») — упоминаемое в материалах органов государственной безопасности СССР (ОГПУ и НКВД) в конце 20-х — 40-х годах XX века, но в действительности в СССР никогда не существовавшее «антисоветское политическое образование». Обвинения в принадлежности к этой партии были частью борьбы против сопротивления коллективизации на интеллектуальном уровне. 
По одной из версий название «Трудовая крестьянская партия» было придумано следователями для того, чтобы связать обвиняемых с организацией Трудовая крестьянская партия — «Крестьянская Россия», которая была создана в 1920 году в Москве С. С. Масловым и действовала вплоть до начала коллективизации в СССР.
Все проходившие по делу ТКП были реабилитированы после пересмотра дела в 1987 году.

## Репрессированные «члены» региональных организаций ТКП
По неполным данным помимо лиц, обвинённых в руководстве партией, в связи с делом ТКП было арестовано 1296 человек. Ещё до утверждения председателем ОГПУ СССР В. Р. Менжинским 21 сентября 1931 года обвинительного заключения по делу "Центрального Комитета контр-революционной вредительской организации «Трудовая Крестьянская Партия» уже были осуждены:
- по делу Московской областной организации ТКП — 68 человек;
- по делу Ленинградской областной организации — 106;
- по делу Северо-Кавказской организации — 120;
- по делу Нижегородской Краевой организации — 24;
- по делу областной организации Центрально-Чернозёмной области — 132;
- по делу Западной областной организации — 174;
- по делу Средне-Волжской организации — 107;
- по делу Западно-Сибирской организации — 35;
- по делу Крымской организации — 26;
- по делу Уральской областной организации — 26;
- по делу Ивановской областной организации — 96;
- по делу Нижне-Волжской организации — 56;
- по делу Украинской организации — 143.

## Репрессированные «руководящие деятели» ТКП
Среди известных лиц, репрессированных по обвинению в участии в ТКП, был ряд советских деятелей. В 1930 году по «делу Трудовой крестьянской партии» были, в частности, арестованы заместитель наркома земледелия СССР Андрей Берзин, экономисты Николай Кондратьев, Александр Чаянов, Лев Литошенко. Николай Иванович Вавилов ходатайствовал за арестованных по этому делу, что послужило поводом для обвинения его в «руководстве антисоветской шпионской организации „Трудовая Крестьянская партия“» в 1941 году.
По показаниям арестованного профессора Н. П. Макарова, «вредители» наряду с Рыковым и Сокольниковым собирались включить в «коалиционное правительство» также Калинина. Молотов, руководивший в августе 1930 г. делами в ЦК во время отпуска Сталина, сообщил об этом Сталину, предположив, что Макаров «пачкает» Калинина «намеренно», в связи с чем выражал сомнения в целесообразности делать рассылку показаний арестованных всем членам ЦК и ЦКК, а также «руководящим кадрам хозяйственников». На это Сталин ответил: 

Что Калинин грешен, в этом не может быть сомнения. Всё, что сообщено о Калинине в показаниях — сущая правда. Обо всём этом надо осведомить ЦК, чтобы Калинину впредь не повадно было путаться с пройдохами.
Открытого процесса по делу не проводилось. 26 января 1932 года коллегия ОГПУ вынесла постановление заключить в концлагерь:
- сроком на 8 лет — Н. Д. Кондратьева; Н. П. Макарова; Л. Н. Юровского;
- сроком на 5 лет — А. В. Чаянова; А. Г. Дояренко; А. А. Рыбникова;
- сроком на 3 года с заменой этого наказания высылкой на тот же срок — Л. Б. Кафенгауза; Л. Н. Литошенко; профессора Тимирязевской академии, заведующего опытным отделом Наркомзема РСФСР С. К. Чаянов (двоюродный брат А. В. Чаянова);
- сроком на 3 года с заменой этого наказания ограничением в месте жительства на тот же срок — старшего экономиста Наркомзема РСФСР А. В. Тейтеля; доцента Московского планового института и консультанта Наркомфина СССР И. Н. Леонтьева;
- сроком на 3 года с последующим освобождением от наказания — профессора Тимирязевской академии и редактора журнала «Агропром» А. О. Фабриканта.

16 декабря 1937 года органами НКВД СССР по Новосибирской области «за участие в контрреволюционной организации „Трудовая крестьянская партия“» был арестован писатель Георгий Вяткин. В том же году был арестован и осужден «за принадлежность к ТКП» будущий создатель и руководитель 29-й гренадерской дивизии СС «РОНА» Бронислав Каминский. В 1940 году как один из руководителей «Трудовой крестьянской партии» арестован, а затем приговорён к расстрелу советский учёный-генетик Николай Вавилов.
«Дело Трудовой крестьянской партии» являлось частью «борьбы с вредительством» в промышленности и сельском хозяйстве, наряду с Шахтинским делом и Делом Промпартии.